# Moreton (wyspa)
Moreton (ang. Moreton Island) – wyspa w Brisbane, stanie Queensland, w Australii. Oddziela Zatokę Moreton od Morza Koralowego. Wyspa znajduje się 42 km na północny wschód od ścisłego centrum Brisbane. 95% powierzchni wyspy stanowi Park Narodowy Moreton Island. 
Wraz z North Stradbroke Island, South Stradbroke Island oraz wyspą Bribie oddziela Zatokę Moreton od Morza Koralowego. 
Wyspa o powierzchni 170 km², rozciąga się na długości 38 km z północy na południe. Na północnym wschodzie znajduje się Przylądek Moreton. Najwyższym punktem wyspy jest Mount Tempest o wysokości 280 m n.p.m. uznawana za najwyższą wydmę piaskową na świecie.
Na wyspie zlokalizowane są trzy miasteczka: Bulwer, Cowan Cowan i Kooringal.